# Willem Visser 't Hooft

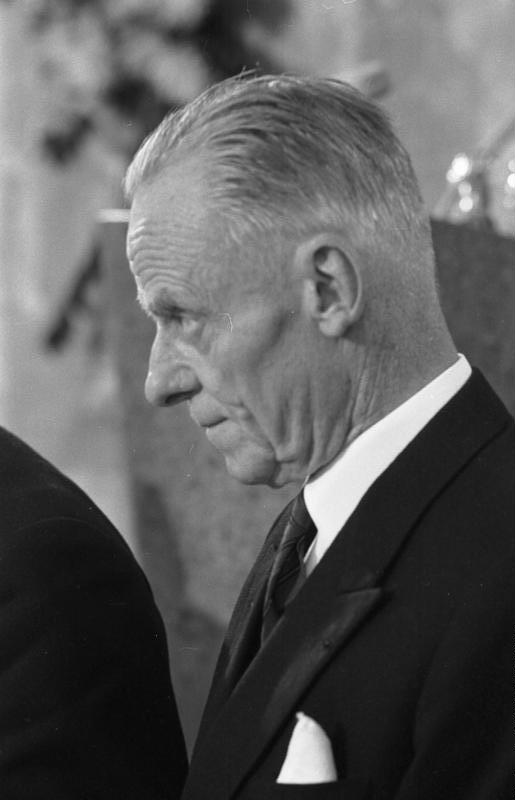
Willem Visser 't Hooft, 1966.

Willem Adolph Visser 't Hooft, född den 20 september 1900 i Haarlem, död den 4 juli 1985 i Genève, var en nederländsk reformert teolog och kyrkoledare. 
Visser 't Hooft studerade teologi vid universitetet i Leiden och ägnade sig därefter åt ekumeniskt arbete i Nederländerna och internationellt. Han var bland annat en period ledare för World Christian Student Federation. Under andra världskriget stödde han den tyske bekännelsekyrkan som stod i opposition till nazisterna. Då Kyrkornas världsråd grundades 1948 var han en av föregångsmännen och han blev organisationens förste generalsekreterare. Han var kvar på posten fram till 1966.

## Utmärkelser
- 1966 De tyska bokhandlarnas fredspris
- 1967 Sonningpriset